# Caprella bispinosa
Caprella bispinosa (лат.) — вид морских ракообразных из отряда бокоплавы класса высшие раки. В ископаемом виде неизвестны.
Длина тела самцов до 41, самок 23 мм. Тела самцов стройные и тонкие. У них есть всего одна пара зубцов на заднем конце II грудного сегмента. Самки отличаются наличием множдества спинных зубцов на грудных сегментах: на заднем конце I сегмента пара зубцов, загнутых вперед; посередине II сегмента пара небольших зубцов и пара крупных, загнутых вперед зубцов на заднем конце этого сегмента; III и IV сегменты с 2 парами больших зубцов, IV сегмент заканчивается мощным зубцом, направленным назад; V сегмент с 3 парами коротких острых зубцов; VI сегмент с 1 парой зубцов. Над жаберными мешками и выводковой сумкой, а также на V и VI сегментах имеются боковые зубцы.
Вид встречается на северо-западе Тихого океана в заливе Петра Великого, у юго-западных берегов Сахалина, у северных берегов острова Хонсю, у острова Хоккайдо и южных Курил. Живет от нижней части приливной зоны до глубины 21 м в открытых бухтах и открытых частях заливов. Обитают прямо на водорослях, растущих на скалистых и каменистых грунтах. Самки с яйцами попадаются в мае и в июле. Эти ракообразные могут массово встречаться на колониях гидроидов.